# Covas (Montederramo)
Covas (llamada oficialmente San Xoán de Covas) es una parroquia y una aldea del municipio español de Montederramo, en la provincia de Orense, Galicia.

## Toponimia
La parroquia también es conocida por el nombre de San Juan de Covas.

## Organización territorial
La parroquia está formada por nueve entidades de población:
- Abeledos
- Cadaval
- Casardansola
- Casardomato (Casar do Mato)
- Covas
- Peredo (O Peredo)
- Vidalén
- Vigueira de Arriba
- Villeta (A Villeta)

## Demografía

### Parroquia
| Gráfica de evolución demográfica de Covas (parroquia) entre 2000 y 2022 |
|                                                                         |
| Datos según el nomenclátor publicado por el INE.                        |

### Aldea
| Gráfica de evolución demográfica de Covas (aldea) entre 2000 y 2022 |
|                                                                     |
| Datos según el nomenclátor publicado por el INE.                    |